# Campionati norvegesi di sci alpino 2014
I Campionati norvegesi di sci alpino 2014 si sono svolti a Hemsedal dal 24 al 30 marzo. Il programma ha incluso gare di discesa libera, supergigante, slalom gigante e slalom speciale, tutte sia maschili sia femminili.
Trattandosi di competizioni valide anche ai fini del punteggio FIS, hanno potuto partecipare anche sciatori di altre federazioni, senza che questo consentisse loro di concorrere al titolo nazionale norvegese.

## Risultati

### Uomini

#### Discesa libera
| Pos. | Atleta                   | Nazione  | Tempo   |
| ---- | ------------------------ | -------- | ------- |
| 1    | Hans Olsson              | Svezia   | 1:25,47 |
| 2    | Adrian Smiseth Sejersted | Norvegia | 1:25,53 |
| 3    | Kjetil Jansrud           | Norvegia | 1:26,40 |
| 4    | Aleksander Aamodt Kilde  | Norvegia | 1:26,60 |
| 5    | Aksel Lund Svindal       | Norvegia | 1:26,63 |
| 6    | Bjørnar Neteland         | Norvegia | 1:26,74 |
| 7    | Marcus Monsen            | Norvegia | 1:27,11 |
| 8    | Stian Saugestad          | Norvegia | 1:27,22 |
| 9    | Max Ullrich              | Croazia  | 1:27,25 |
| 10   | Ola Buer Johansen        | Norvegia | 1:27,26 |

Data: 26 marzo

Località: Hemsedal

Ora: 

Pista: 

Partenza: 1 350 m s.l.m.

Arrivo: 690 m s.l.m.

Lunghezza: 2 370 m

Dislivello: 660 m

Tracciatore: Trym Atle Klingenberg

#### Supergigante
| Pos. | Atleta                   | Nazione  | Tempo   |
| ---- | ------------------------ | -------- | ------- |
| 1    | Aleksander Aamodt Kilde  | Norvegia | 1:22,54 |
| 2    | Adrian Smiseth Sejersted | Norvegia | 1:23,23 |
| 3    | Aksel Lund Svindal       | Norvegia | 1:23,42 |
| 4    | Kjetil Jansrud           | Norvegia | 1:23,50 |
| 5    | Ola Buer Johansen        | Norvegia | 1:23,69 |
| 6    | Bjørnar Neteland         | Norvegia | 1:24,12 |
| 6    | Henrik Røa               | Norvegia | 1:24,12 |
| 8    | Endre Bjertness          | Norvegia | 1:24,44 |
| 9    | Marcus Monsen            | Norvegia | 1:24,73 |
| 10   | Stian Saugestad          | Norvegia | 1:24,89 |

Data: 28 marzo

Località: Hemsedal

Ora: 

Pista: 

Partenza: 1 280 m s.l.m.

Arrivo: 690 m s.l.m.

Lunghezza: 2 400 m

Dislivello: 590 m

Tracciatore: 

#### Slalom gigante
| Pos. | Atleta                  | Nazione  | Tempo   |
| ---- | ----------------------- | -------- | ------- |
| 1    | Leif Kristian Haugen    | Norvegia | 2:16,11 |
| 2    | Kjetil Jansrud          | Norvegia | 2:16,37 |
| 3    | Aksel Lund Svindal      | Norvegia | 2:17,58 |
| 4    | Rasmus Windingstad      | Norvegia | 2:18,63 |
| 5    | Marcus Monsen           | Norvegia | 2:18,70 |
| 6    | Bjørnar Neteland        | Norvegia | 2:18,74 |
| 7    | Henrik Kristoffersen    | Norvegia | 2:19,06 |
| 8    | Aleksander Aamodt Kilde | Norvegia | 2:19,32 |
| 9    | Peder Dahlum Eide       | Norvegia | 2:19,43 |
| 10   | Patrick Haugen Veisten  | Norvegia | 2:19,50 |

Data: 29 marzo

Località: Hemsedal

1ª manche:

Ore: 

Pista: 

Partenza: 1 090 m s.l.m.

Arrivo: 690 m s.l.m.

Dislivello: 400 m

Tracciatore: Hallgeir Vognild

2ª manche:

Ore: 

Pista: 

Partenza: 1 090 m s.l.m.

Arrivo: 690 m s.l.m.

Dislivello: 400 m

Tracciatore: Magnus Larsson

#### Slalom speciale
| Pos. | Atleta                    | Nazione  | Tempo   |
| ---- | ------------------------- | -------- | ------- |
| 1    | Leif Kristian Haugen      | Norvegia | 1:27,76 |
| 2    | Henrik Kristoffersen      | Norvegia | 1:28,39 |
| 3    | Marcus Monsen             | Norvegia | 1:28,83 |
| 4    | Sebastian Foss Solevåg    | Norvegia | 1:29,00 |
| 5    | Emil Bjørtomt Kristiansen | Norvegia | 1:29,07 |
| 6    | Rasmus Windingstad        | Norvegia | 1:29,50 |
| 7    | Simen Ramberg Christensen | Norvegia | 1:29,83 |
| 8    | Martin Budal              | Norvegia | 1:29,86 |
| 9    | Endre Bjertness           | Norvegia | 1:30,04 |
| 10   | Morten Engvoll            | Norvegia | 1:30,13 |

Data: 30 marzo

Località: Hemsedal

1ª manche:

Ore: 

Pista: 

Partenza: 870 m s.l.m.

Arrivo: 690 m s.l.m.

Lunghezza: 400 m

Dislivello: 180 m

Tracciatore: Trym Atle Klingenberg

2ª manche:

Ore: 

Pista: 

Partenza: 870 m s.l.m.

Arrivo: 690 m s.l.m.

Lunghezza: 400 m

Dislivello: 180 m

Tracciatore: Fabian Mazuir

### Donne

#### Discesa libera
| Pos. | Atleta                      | Nazione  | Tempo   |
| ---- | --------------------------- | -------- | ------- |
| 1    | Lotte Smiseth Sejersted     | Norvegia | 1:29,40 |
| 2    | Mina Fürst Holtmann         | Norvegia | 1:30,74 |
| 3    | Maren Skjøld                | Norvegia | 1:31,47 |
| 4    | Helga María Vilhjálmsdóttir | Islanda  | 1:31,61 |
| 5    | Tuva Norbye                 | Norvegia | 1:31,67 |
| 6    | Mille Græsdal               | Norvegia | 1:31,74 |
| 7    | Frida Heggebø               | Norvegia | 1:32,06 |
| 8    | Guro Hvammen                | Norvegia | 1:32,11 |
| 9    | Kristin Lysdahl             | Norvegia | 1:32,38 |
| 10   | Kari Bergheim Hole          | Norvegia | 1:32,84 |

Data: 26 marzo

Località: Hemsedal

Ora: 

Pista: 

Partenza: 1 350 m s.l.m.

Arrivo: 690 m s.l.m.

Lunghezza: 2 370 m

Dislivello: 660 m

Tracciatore: Trym Atle Klingenberg

#### Supergigante
| Pos. | Atleta                  | Nazione  | Tempo   |
| ---- | ----------------------- | -------- | ------- |
| 1    | Mina Fürst Holtmann     | Norvegia | 1:27,10 |
| 2    | Lotte Smiseth Sejersted | Norvegia | 1:27,25 |
| 3    | Tonje Healey Trulsrud   | Norvegia | 1:27,48 |
| 4    | Tuva Norbye             | Norvegia | 1:27,77 |
| 5    | Nora Grieg Christensen  | Norvegia | 1:27,82 |
| 6    | Mille Græsdal           | Norvegia | 1:28,19 |
| 7    | Maren Skjøld            | Norvegia | 1:28,38 |
| 8    | Ragnhild Mowinckel      | Norvegia | 1:28,50 |
| 9    | Guro Hvammen            | Norvegia | 1:28,52 |
| 10   | Frida Heggebø           | Norvegia | 1:28,84 |

Data: 28 marzo

Località: Hemsedal

Ora: 

Pista: 

Partenza: 1 280 m s.l.m.

Arrivo: 690 m s.l.m.

Lunghezza: 2 150 m

Dislivello: 590 m

Tracciatore: 

#### Slalom gigante
| Pos. | Atleta                  | Nazione  | Tempo   |
| ---- | ----------------------- | -------- | ------- |
| 1    | Isabella Fidjeland      | Norvegia | 2:22,99 |
| 2    | Nina Løseth             | Norvegia | 2:23,18 |
| 3    | Rikke Gasmann-Brott     | Norvegia | 2:24,29 |
| 4    | Maren Skjøld            | Norvegia | 2:24,37 |
| 5    | Benedicte Oseid Lyche   | Norvegia | 2:24,52 |
| 6    | Mina Fürst Holtmann     | Norvegia | 2:24,74 |
| 7    | Thea Louise Stjernesund | Norvegia | 2:25,26 |
| 8    | Tuva Norbye             | Norvegia | 2:25,64 |
| 9    | Nora Grieg Christensen  | Norvegia | 2:26,35 |
| 10   | Julie Flo Mohagen       | Norvegia | 2:26,96 |

Data: 29 marzo

Località: Hemsedal

1ª manche:

Ore: 

Pista: 

Partenza: 1 090 m s.l.m.

Arrivo: 690 m s.l.m.

Dislivello: 400 m

Tracciatore: Thomas Rødseth

2ª manche:

Ore: 

Pista: 

Partenza: 1 090 m s.l.m.

Arrivo: 690 m s.l.m.

Dislivello: 400 m

Tracciatore: Petter Gaustad

#### Slalom speciale
| Pos. | Atleta                  | Nazione  | Tempo   |
| ---- | ----------------------- | -------- | ------- |
| 1    | Mona Løseth             | Norvegia | 1:35,36 |
| 2    | Nina Løseth             | Norvegia | 1:35,89 |
| 3    | Tuva Norbye             | Norvegia | 1:36,42 |
| 4    | Maren Skjøld            | Norvegia | 1:36,76 |
| 5    | Tonje Healey Trulsrud   | Norvegia | 1:37,49 |
| 6    | Julie Flo Mohagen       | Norvegia | 1:37,86 |
| 7    | Nora Grieg Christensen  | Norvegia | 1:38,18 |
| 8    | Thea Louise Stjernesund | Norvegia | 1:38,74 |
| 9    | Kristine Fausa Åsberg   | Norvegia | 1:38,97 |
| 10   | Frida Heggebø           | Norvegia | 1:39,12 |

Data: 30 marzo

Località: Hemsedal

1ª manche:

Ore: 

Pista: 

Partenza: 870 m s.l.m.

Arrivo: 690 m s.l.m.

Lunghezza: 400 m

Dislivello: 180 m

Tracciatore: Aleksander Biseth

2ª manche:

Ore: 

Pista: 

Partenza: 870 m s.l.m.

Arrivo: 690 m s.l.m.

Lunghezza: 400 m

Dislivello: 180 m

Tracciatore: Erik Skaslien